# WinMX
WinMX (Windows Music Exchange) — бесплатная программа для обмена файлами, созданная Frontcode Technologies в 2000. В Северной Америке до 2005 популярность WinMX была больше чем gnutella и eDonkey, BitTorrent. В этом же году дальнейшая разработка программы была свёрнута.
В 2009 году автор выпустил Tixati, бесплатную программу обмена файлами на основе протокола BitTorrent, дополненную уникальной функцией каналов, где пользователи могут общаться в чате, обмениваться списками веб-ссылок и ссылок на мультимедиа, а также транслировать аудио и видео со всеми сообщениями в зашифрованном виде.
В мае 2011 года сеть WinMX Peer Network (WPN) подверглась атаке, в результате которой поиск по сети стал выдавать случайные результаты. В июле 2016 года атаки прекратились, и стало ясно, что база пользователей сократилась во время атак.

## История программы
WinMX начал работу как OpenNAP клиент, способный подключаться к нескольким серверам одновременно. В дальнейшем Frontcode Technologies создала собственный протокол, названный WinMX Peer Network Protocol, который использовался начиная с мая 2001. Были задействованы несколько серверов кеша для поддержки работы сети WPN.